# Вюрек
Вюрек (пол. Wiórek, нім. Spanndorf) — село в Польщі, у гміні Мосіна Познанського повіту Великопольського воєводства.
Населення — 784 особи (2011).
У 1975-1998 роках село належало до Познанського воєводства.

## Демографія
Демографічна структура станом на 31 березня 2011 року:
|          | Загалом | Допрацездатний вік | Працездатний вік | Постпрацездатний вік |
| -------- | ------- | ------------------ | ---------------- | -------------------- |
| Чоловіки | 379     | 88                 | 261              | 30                   |
| Жінки    | 405     | 85                 | 249              | 71                   |
| Разом    | 784     | 173                | 510              | 101                  |